# Saint-Santin-Cantalès
Saint-Santin-Cantalès település Franciaországban, Cantal megyében. Lakosainak száma 285 fő (2022. január 1.). Saint-Santin-Cantalès Arnac, Cros-de-Montvert, Laroquebrou, Montvert, Nieudan, Rouffiac, Saint-Illide és Saint-Victor községekkel határos.

## Népesség
A település népessége az elmúlt években az alábbi módon változott:
| Lakosok száma | 486  | 344  | 302  | 336  | 315  | 307  | 307  | 298  | 294  | 285  |
|               | 1968 | 1982 | 1990 | 2006 | 2013 | 2015 | 2017 | 2019 | 2020 | 2022 |